# Théodore Desoer
Théodore Desoer ou Jean Théodore Auguste Desoer, né à Liège le 24 mai 1788 et mort à Paris le 16 avril 1823 est un libraire-éditeur français.

## Biographie
Théodore Desoer est un petit-fils de François-Joseph Desoer (1720-1796), libraire-imprimeur devenu bourgeois de Liège, ayant reçu en 1764 le privilège pour la Gazette de Liége, journal qui paraîtra sous divers noms jusqu'en mai 1940. Celui-ci sera en butte à la censure du prince-évêque de Liège, le comte de Velbrück. Il eut deux fils, Jacques-François Desoer (1748-1826), l'aîné, qui continuera à Liège l'exploitation du commerce familial, et le cadet Charles-Joseph, né en 1752, qui deviendra aristocratique.
Fils de Jacques-François Desoer, né dans cette famille de libraires-éditeurs de la principauté de Liège le 24 mai 1788,,, Théodore Desoer quitte sa ville natale pour s'installer à Paris au 7, rue Poupée, dans la paroisse Saint-Séverin. Il y exerce son métier de libraire-éditeur à partir de 1813 et le 4 septembre 1813, il épouse Marie-Antoinette Janet (1792-1870), dite Manette, la dernière fille du libraire-éditeur Pierre-Étienne Janet (1746-1830), demeurant chez son père 59, rue Saint-Jacques à Paris. Le couple partira rapidement s'installer au 2, rue Christine,.
Théodore Desoer a la réputation d'être probe, laborieux et éclairé. Ses contemporains se souviennent avec reconnaissance qu'en 1814, alors que régnait une grande confusion dans le pays à la suite des événements politiques et des guerres qui avaient paralysé le développement de la littérature, qu'il fut l'un des premiers à avoir tenté de ranimer la librairie agonisante en publiant de façon compact les chefs-d’œuvre des grands auteurs. Il n'était pas lui même imprimeur, mais fut surnommé l'Elzevier français. Il confiait à différents imprimeurs la réalisation de l'impression des ouvrages qu'il avait sélectionnés. Il a gardé d'excellents contacts avec sa famille à Liège qui exerce les mêmes activités et il commercialise les ouvrages de ceux-ci à Paris, et les siens à Liège, ce qui lui vaut en 1817 de recevoir un mandement de l'archevêque de Paris Mgr Alexandre-Angélique de Talleyrand-Périgord, en fonction de 1817 à 1821, pour l'édition des Œuvres complètes de Voltaire. Il se défendra en écrivant une lettre aux vicaires généraux contre ce mandement. Il exerce sans brevet et l'obtiendra le 12 juillet 1821.
Il meurt chez lui des suites de maladie le 16 avril 1823 et est inhumé au cimetière de Saint-Sulpice de Vaugirard. Son épouse fera procéder par le notaire maître Laurent Cotelle à l'inventaire après décès.
Sa veuve continue l'exploitation de son commerce, elle est reçue et brevetée libraire en remplacement de son mari le 9 juillet 1823. Elle transfère son magasin de librairie au 12 rue des Poitevins en novembre de la même année.

## Postérité
De leur union étaient nées trois filles : Clémentine (1814-1887), qui épouse en 1840 Paul Pont (1808-1888), conseiller à la Cour de cassation, membre de l'Institut et maire d'Orsay en 1871 ; Augustine (1820-1848) qui, le 4 janvier 1848, épouse un cousin germain Édouard Janet (1819-1891) mais meurt en couches la même année ; enfin Cécile (1822-1909) qui, le même jour que sa sœur, épouse également un cousin germain, le philosophe Paul Janet (1823-1899), membre de l'Institut, ces deux cousins étant respectivement fils du libraire-papetier Joseph François Janet (1782-1857) et du libraire-éditeur Pierre Honoré Janet (1777-1832), frères de Manette, veuve jamais remariée de Théodore Desoer.
L'épitaphe de la tombe de Théodore Desoer nous est connue par la publication qu'en fit M. P. de S.-A., qui l'avait remarquée en se promenant au cimetière de Saint-Sulpice de Vaugirard le 19 juillet 1824, quatre jours après la fermeture définitive de ce cimetière :

« (...) je suis au hasard un sentier parmi les tombes qui occupent le terrain annexé en 1816 au cimetière de Vaugirard. Sur ce sol nouveau, aride et peu couvert, on n'aperçoit que des monumens sans faste, de simples pierres, point de jardins, des épitaphes sans intérêt. Un nom cependant m'arrête au milieu de cette foule ignorée. Sur une modeste pierre placée verticalement, je lis :
ICI REPOSE
[J.Th.A.] DESOER ;
Né à Liège le 24 mai 1788,
Décédé à Paris,
Le 16 avril 1823.
Ce fut lui qui, en 1814,
Ranima la librairie
Languissante en France,
En réimprimant sous forme
D'éditions compactes,
Les ouvrages des écrivains célèbres.
Bon époux, bon père, bon ami,
Il mérita l'estime, l'amitié
Et les regrets
De tout ceux qui l'ont connu.
Requiescat in pace. »

## Desoer ou Desoër
Certains ouvrages publiés par Théodore Desoer portent un tréma sur le e alors que son nom n'en portait pas. Cette bizarrerie est expliquée en 1898 par Émile Deschanel (1819-1904), professeur au Collège de France et sénateur inamovible (père du Président de la République française Paul Deschanel) qui, dans son ouvrage Les Déformations de la langue française, consacre quelques pages au tréma où il dit :

« La famille de Stael a vainement essayé de maintenir son nom selon l’écriture authentique ; elle a été forcée de subir ce tréma. — Mais voici quelque chose de plus fort. La famille Desoer (dont le nom se prononce De-sôr) est des plus honorablement connue en Belgique, où elle a fondé le Journal de Liège, très estimé et très ancien, plus ancien même que le Journal des Débats. Or, vers le commencement de notre siècle, un membre de la famille vint fonder à Paris, rue Christine, une imprimerie. Croyez-vous que ses compositeurs, correcteurs et prote lui aient permis d’écrire son nom tel qu’il était ? Ah ! bien oui ! Ils lui imposèrent le tréma. Il eut beau corriger, une fois, deux fois, cent fois ; sur tous les livres sortis de ses presses (j’en possède plusieurs dans ma bibliothèque), on lit : « Imprimerie Desoër ». Ses typographes demeurèrent les maîtres ; le patron dut se résigner à voir son nom changé à perpétuité et s’entendre appeler par tout le monde en France : « M. Dezoère » au lieu de « M. De-sôr » comme en Belgique. C’était bien la peine de fonder une imprimerie ! »

L'Album édité à l'occasion du deuxième centenaire de la Maison Desoer 1750-1950 précise : « Disons [qu'Émile] Deschanel exagère un peu ; nous possédons des ouvrages édités par Théodore Desoer où son nom se trouve correctement écrit. »

## Édition
Rue Poupée
- La Bibliothèque portative du voyageur ou Collections des meilleurs ouvrages en prose et en vers, par M. M. Fournier, 45 vol., chez Desoer, 7 rue Poupée, 1813.

Rue Christine
- Commentaires  sur l'Esprit des lois de Montesquieu, suivis d'observations inédites de Condorcet sr le 29e livre du-dit ouvrage, 1 vol. in-8°, (les observations de Condorcet remplissent 36 pages), 1817
- Les Réflexions sur les qualités nuisibles du pain et sur les moyens d'y remédier, in-8°, 2 feuillets, 1817 dans Bibliographie de France.
- Œuvres complètes de Voltaire, 1817, XXII tomes en in-8°
- Lettre de l'éditeur des œuvres complètes de Voltaire, en 12 volumes in octavo, à MM. les vicaires-généraux du chapitre métropolitain de Paris, au sujet de leur dernier mandement, de Théodore Desoer, 1817[13].
- Lettre aux vicaires-généraux suite à leur mandement, imprimerie Fain, en vente chez Desoer et Simon César Delaunay (1760-1846),  libraire-éditeur au Palais-Royal, 25.p. in-8°
- Collection Desoer, Paris, 1818-1825 : 44 volumes in-18°[14].
- Les Essais, Montaigne, 1818, 4.vol; in-18°
- Manuel du Droit français, par Jean-Baptiste Joseph Pailliet (1789-1861), 3e édition imprimerie Armand Louis Jean Fain, V Codes, mars 1818.
- La Sainte Bible, nouvelle édition, 1819, imprimerie de Plassan rue de Vaugirard[15]
- Dictionnaire historique et critique de Pierre Bayle, Desoer, XVI vol, in-8°, à raison d'un volume par mois, à Paris et chez J. F. Desoer à Liège, 1820[16] (édition datée de 1820 sur tous les volumes mais volumes publiés en réalité d'octobre 1820 à mai 1824)[3]
- Œuvres de  Nicolas Boileau-Despréaux, Paris, imprimerie Fain, 4 vol, in-8°, 1821[17]
- Cervantès, 1821, 4 vol, in -18°
- Dictionnaire de musique, de Jean-Jacques Rousseau, t. I, 1822.
- Journal des Savants, de Jean de Rotrou, in-8°, 1823.
- Archéologie française, ou vocabulaire des mots anciens tombés en désuétude, et qu'il serait bon de restituer au langage moderne, accompagnés d'exemples tirés des écrivains des XII, XIII, XIV, XV, et XVIe siècles, manuscrits et imprimés, par Charles Pougens, membre de l'Institut, Paris imprimerie Firmin Didot, in-8°, 1er tome, 1823. Cette réédition par Th. Desoer fut interrompue par sa mort, mais le second et dernier tome fut disponible chez l'auteur au 17 rue des Saints-Pères, faubourg Saint-Germain rapidement.
- L'Hermite de la Guiane, observations sur  les mœurs et usages français, imprimerie de Pillet l'aîné 5 rue Christine, s-d.